# Kryštof Kachler
Kryštof Kachler (5. července 1826, Pláň u Kopist  – 1. dubna 1897, Horní Police) byl český katolický kněz, jedenáctý infulovaný arciděkan v Horní Polici.

## Život

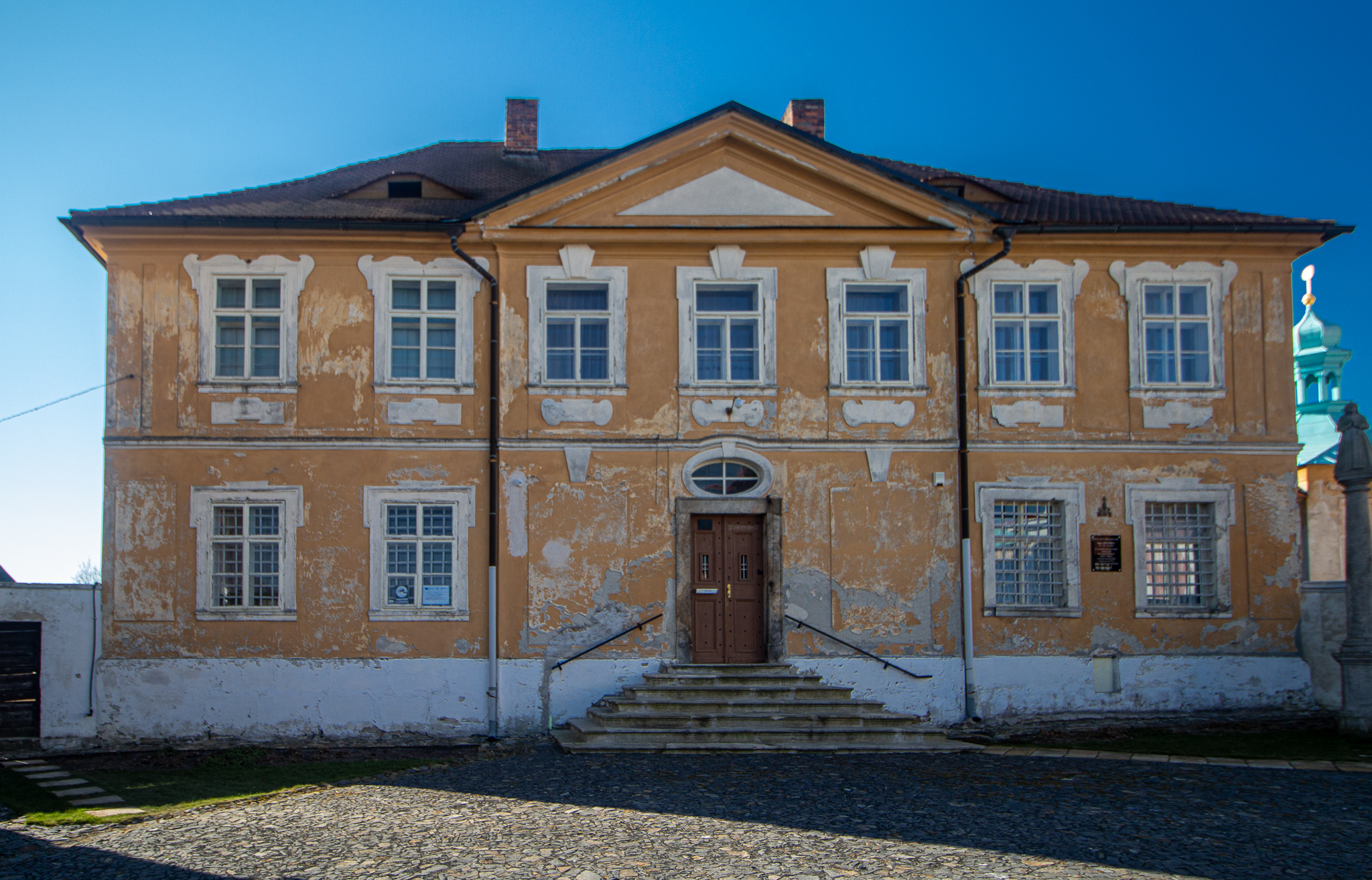
Budova arciděkanství v Horní Polici

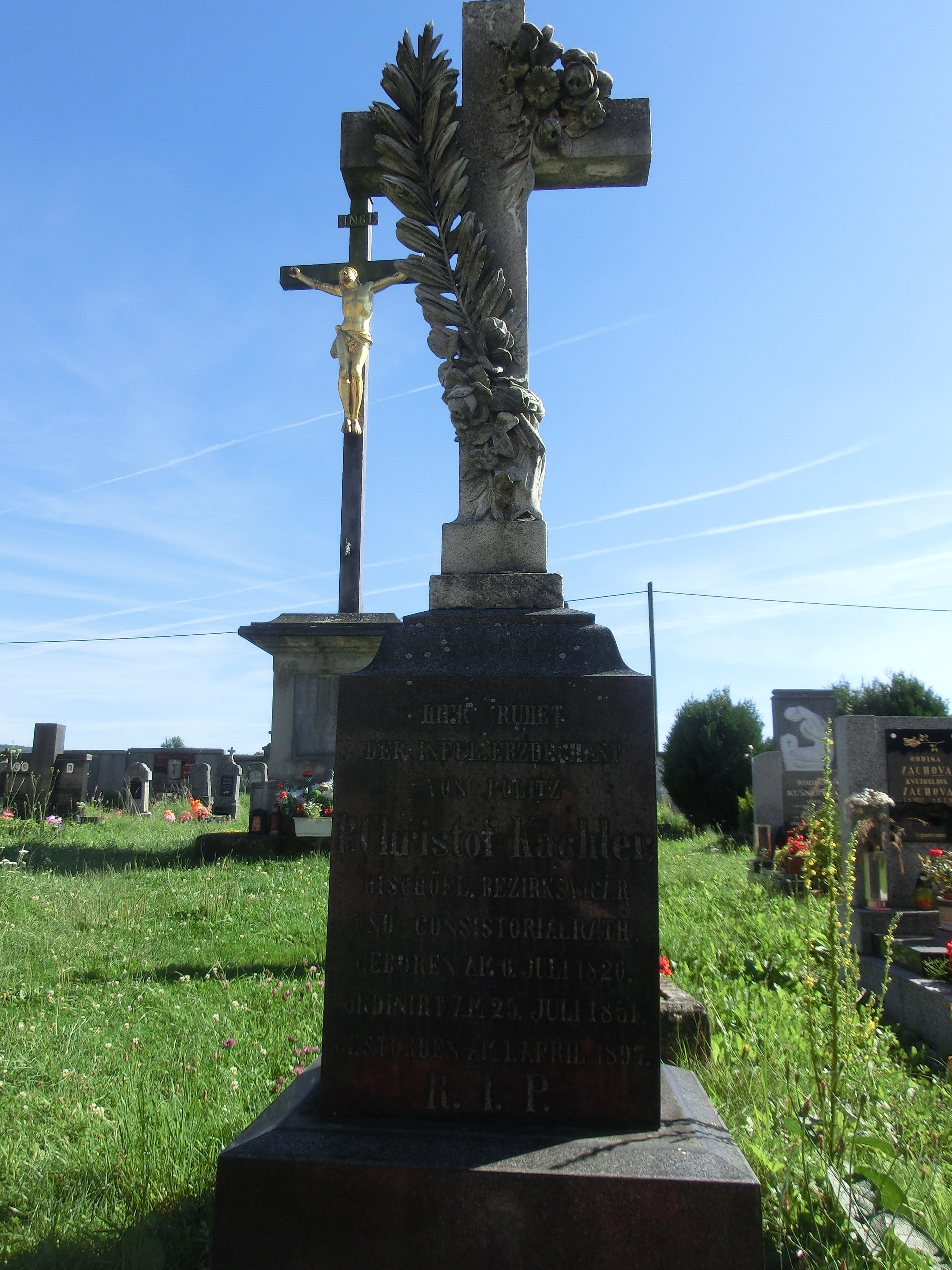
Náhrobek Kryštofa Kachlera na hřbitově v Horní Polici.

Na kněze pro litoměřickou diecézi byl vysvěcen 25. července 1851. Jedenáctým hornopolickým arciděkanem byl instalován v roce 1883.
K tomuto úřadu se váže ustanovení papežského breve Klementa XII. ze 6. prosince 1736, spojené s právem používat pontifikálie „ad instar Abbatum”, tzn. stal se tak, podobně jako jeho předchůdci, infulovaným arciděkanem.
Litoměřický biskup ocenil jeho schopnosti a jmenoval ho biskupským vikářem.
Jedenáctý hornopolický arciděkan Kryštof Kachler zemřel 1. dubna 1897 v Horní Polici.